# Teenage Mutant Ninja Turtles: Turtles in Time Re-Shelled
Teenage Mutant Ninja Turtles: Turtles in Time Re-Shelled (abreviado como Turtles in Time: Re-Shelled) é um remake de Teenage Mutant Ninja Turtles: Turtles in Time, de 1991.
O jogo original foi produzido pela Konami. O remake foi desenvolvido pela filial de Singapura da Ubisoft para PlayStation 3 e Xbox 360.
Foi lançado em 5 de agosto de 2009 exclusivamente em mídia digital.
Porém em 2011 a Ubisoft por direitos legais dos personagens, teve que remover o jogo da Xbox Live e PlayStation Network. Tornando o jogo inexistente.[carece de fontes?]